# Возникновение математики
Данная статья — часть обзора История математики.
Современная математика изучает абстрактные структуры совершенно различной природы (множества, высказывания, логические языки, функции), но её основным объектом изучения изначально были понятия натурального числа и геометрической фигуры, возникшие из практической деятельности человека.
И хотя считается, что математика, как систематическая наука появилась только в Древней Греции, её история начинается уже с появления этих понятий.
Понятия натурального числа и геометрической фигуры возникли задолго до появления письменности, так как у культур, в которых впервые появилась письменность (Шумер, Древний Египет), имелась довольно обширная коллекция математических знаний, полученных опытным путём.
Уже некоторые животные обладают способностями отличать количество, размер, форму и структуру предметов. Первобытный человек тоже обладал такими способностями. Например, люди из некоторых диких племён умеют очень хорошо определять число объектов на глаз, не считая их.
В связи с техническим прогрессом возникла необходимость в более точном счёте предметов. Первым этапом развития счёта было установление взаимно-однозначного соответствия между множеством считаемых предметов и множеством эталонов. Самый популярный вид такого счёта — счёт с помощью пальцев рук и ног.
На некотором этапе число воспринималось, как свойство совокупности предметов, такое же, как их цвет, форма, размер, структура. Для разных предметов употреблялись разные имена числительные. Но постепенно число абстрагировалось от считаемых предметов. Появились названия для чисел.
Арифметические операции возникли тоже из практических потребностей, как отображение реальных событий: объединение множеств, отделение части от множества и т. д.
Примерно в то же время, что и числа, человек абстрагировал плоские и пространственные формы, которые обычно получали названия схожих с ними реальных предметов.